# Lee Ji-Eun
Lee Ji-Eun (3 de diciembre de 1976) es una deportista surcoreana que compitió en taekwondo. Ganó una medalla de oro en el Campeonato Asiático de Taekwondo de 1998 en la categoría de –51 kg.

## Palmarés internacional
| Campeonato Asiático | Campeonato Asiático          | Campeonato Asiático | Campeonato Asiático |
| Año                 | Lugar                        | Medalla             | Categoría           |
| ------------------- | ---------------------------- | ------------------- | ------------------- |
| 1998                | Ciudad Ho Chi Minh (Vietnam) | Medalla de oro      | –51 kg              |